# Lopiena
Lopiena is een geslacht van vlinders van de familie tandvlinders (Notodontidae), uit de onderfamilie Notodontinae.

## Soorten
- L. decorata Kiriakoff, 1975
- L. indecora (Kiriakoff, 1949)
- L. ochracea (Bethune-Baker, 1911)
- L. ochraceus Bethune-Baker, 1911